# Jesuíno Marcondes de Oliveira e Sá
Jesuíno Marcondes de Oliveira e Sá (Palmeira, 1 de junho de 1827 — Genebra, 7 de outubro de 1903) foi um político e intelectual brasileiro.
Nasceu na propriedade rural de sua família denominada "Rincão da Cria", e era filho de José Caetano de Oliveira, o Barão de Tibagi, e de Querubina Rosa Marcondes de Sá, depois de viúva, Viscondessa de Tibagi, membro de tradicional família dos Campos Gerais do Paraná.
Antes dos 18 anos de idade encaminhou-se para São Paulo, por determinação de seus pais, para cursar Ciências Sociais e Jurídicas. Era um obstinado pelo conhecimento, o que o levou posteriormente para a Europa em busca de aperfeiçoamento às suas práticas, onde pode ter contato com culturas diferentes, reiterando suas pretensões em seguir a carreira diplomática.
Era primo e cunhado de Antônio de Sá Camargo, o Visconde de Guarapuava, ilustre político paranaense, com quem formaram um dos mais tradicionais e influentes grupos políticos familiares do Paraná.
Retornando à sua terra natal acatou a vontade de seu pai, importante líder político da 5ª comarca da província de São Paulo, amigo íntimo do presidente Raphael Tobias de Aguiar e do secretário do governo Gabriel Rodrigues dos Santos, os quais deixaram seu nome à disposição das lideranças paulistas para candidatar-se à uma cadeira na Assembléia Provincial, fato que se consolidou quando da emancipação política da província do Paraná em 19 de dezembro de 1853, quando este compôs a primeira legislatura.
Casa-se na cidade de Morretes com Domitila Alves de Araújo em 7 de janeiro de 1855, com quem teve os seguintes filhos: Emília Marcondes Alves de Araújo, Maria Rosa Marcondes, e o médico Moisés Marcondes de Oliveira e Sá.
Líder do Partido Liberal, foi deputado da Província nos biênios de 1854-1855, 1856-1857 e 1860-1861. Também foi inspetor geral de Educação da província e representante do Paraná na Câmara Imperial na 10ª, 12ª e 18ª legislaturas.
Habilidoso político, conferiu uma posição de destaque na corte, onde era tido como amigo e conselheiro do Imperador Dom Pedro II, por este nomeado Ministro de Estado dos Negócios da Agricultura Comércio e Obras Públicas, no ano de 1864 (ver Gabinete Furtado), sendo logo mais em 1878, 1879 e 1882 eleito vice-presidente e presidente da província do Paraná até novembro de 1889, quando da proclamação da República, sendo inclusive o último governante do Paraná durante o período imperial.
Após a proclamação da República põe fim em sua trajetória política e exila-se na Europa, porém jamais realizou seu desejo que era retornar à seu berço na sua querida cidade de Palmeira, conforme relatou em inúmeras cartas a seus familiares e amigos no Brasil.